# Keskisträsk
Keskisträsk är en sjö i Finland. Den ligger i kommunen Vörå i landskapet Österbotten, i den sydvästra delen av landet, 400 km norr om huvudstaden Helsingfors. Keskisträsk ligger 36,4 meter över havet. Arean är 1,1 kvadratkilometer och strandlinjen är 4,2 kilometer lång. Sjön  ingår i Kimo å huvudavrinningsområde.   
I övrigt finns följande i Keskisträsk:
- Kauhaholmarna (en ö)
- Ulvesholm (en ö)